# Les Fleurs sauvages
Les Fleurs sauvages é um filme de drama canadense de 1982 dirigido e escrito por . Foi selecionado como representante do Canadá à edição do Oscar 1983, organizada pela Academia de Artes e Ciências Cinematográficas.

## Elenco
- Marthe Nadeau
- Michèle Magny
- Pierre Curzi
- Claudia Aubin
- Eric Beauséjour
- Georges Bélisle
- Sarah Mills
- Michel Viala
- Monique Thouin
- Raoul Duguay